# Vera Barbosa
Pour les articles homonymes, voir Barbosa.
Vera Lúcia Mendes Barbosa (née le 13 janvier 1989 à Vila Franca de Xira) est une athlète portugaise, spécialiste du 400 mètres haies. Elle détient le record du Portugal de la discipline avec 55 s 22, réalisé le 5 août 2012 à Londres, lors des séries des Jeux olympiques d'été de 2012. Elle est sous contrat avec le club du Sporting Clube de Portugal.

## Biographie
D'origine cap-verdienne, Vera Barbosa obtient la nationalité portugaise en 2007. Après avoir commencé sa carrière dans le club de JOMA, elle rejoint le prestigieux Sporting Clube de Portugal, club le plus titré du pays en athlétisme. Dès 2011, elle bat le record national du 400 mètres haies en terminant 4e de la finale des championnats d'Europe d'athlétisme des moins de 23 ans, à Ostrava, en République tchèque, avec un temps de 55 s 81, au-dessus que le précédent record qui datait de 2002 (56 s 25). Le 27 juin 2012, elle bat de nouveau son propre record national, avec un temps de 55 s 80, avant de le battre à nouveau aux Jeux olympiques d'été de 2012 avec un temps de 55 s 22.